# Kazakstans provinser
Kazakstan är indelat i 14 provinser, oblystar, samt tre stadsregioner på provinsiell nivå. 
| Provins       | Huvudstad    | Area (km.²) | Folkmängd | ISO 3166-2 Kod |
| ------------- | ------------ | ----------- | --------- | -------------- |
| Aqmola        | Köksjetau    | 121 400     | 829 000   | KZ-AKM         |
| Aqtöbe        | Aqtöbe       | 300 600     | 661 000   | KZ-AKT         |
| Almaty        | Almaty       | 324.8       | 1 226 300 | KZ-ALA         |
| Almaty        | Taldyqorghan | 224 000     | 860 000   | KZ-ALM         |
| Astana        | Astana       | 710.2       | 600 200   | KZ-AST         |
| Atyrau        | Atyrau       | 118 600     | 380 000   | KZ-ATY         |
| Bajkonur      | Bajkonur     | 57          | 70 000    | KZ-BAY         |
| Östkazakstan  | Öskemen      | 283 300     | 897 000   | KZ-VOS         |
| Qaraghandy    | Qaraghandy   | 428 000     | 1 287 000 | KZ-KAR         |
| Qostanaj      | Qostanaj     | 196 000     | 975 000   | KZ-KUS         |
| Qyzylorda     | Qyzylorda    | 226 000     | 590 000   | KZ-KZY         |
| Mangghystau   | Aqtau        | 165 600     | 316 847   | KZ-MAN         |
| Nordkazakstan | Petropavl    | 123 200     | 586 000   | KZ-SEV         |
| Pavlodar      | Pavlodar     | 124 800     | 851 000   | KZ-PAV         |
| Sydkazakstan  | Sjymkent     | 118 600     | 1 644 000 | KZ-YUZ         |
| Västkazakstan | Oral         | 151 300     | 599 000   | KZ-ZAP         |
| Zjambyl       | Taraz        | 144 000     | 962 000   | KZ-ZHA         |

Kazakstans provinser.

Nedan följer en lista över av provinserna och stadsregionernas namn med latinsk och därefter kyrillisk skrift samt eventuell vidare transkribering och ryskt namn inom parentes: 
1. Almaty (Алматы; Almatinskaja)
2. Almaty*
3. Aqmola (Ақмола; Akmolinskaja)
4. Aqtöbe (Ақтөбе; Aktiubinskaja)
5. Astana*
6. Atyrau (Атырау; Atirauskaja)
7. Bajkonur*
8. Östkazakstan (Шығыс Қазақстан, Sjyghys Qazaqstan)
9. Mangghystau (Маңғыстау)
10. Nordkazakstan (Солтүстік Қазақстан, Soltüstik Qazaqstan)
11. Pavlodar (Павлодар; Pavlodarskaja)
12. Qaraghandy (Қарағанды; Karagandinskaja)
13. Qostanaj (Қостанай; Kostanajskaja)
14. Qyzylorda (Қызылорда; Kizilordinskaja)
15. Sydkazakstan (Оңтүстік Қазақстан, Ongtüstik Qazaqstan)
16. Västkazakstan (Батыс Қазақстан, Batys Qazaqstan)
17. Zjambyl (Жамбыл, Zjambyl; Zjambilskaja)

Notera att stadsregioner är markerade med *